# ميرسيا ديفيد
ميرسيا ديفيد (بالرومانية: Mircea David)‏ (مواليد 16 أكتوبر 1914) هو لاعب كرة قدم. يلعب مع منتخب رومانيا لكرة القدم. سبق له أن لعب في كأس العالم لكرة القدم مع منتخب بلاده.

## روابط خارجية
- ميرسيا ديفيد على موقع الاتحاد الدولي (مؤرشف)  (الإنجليزية)
- ميرسيا ديفيد على موقع قاعدة بيانات كرة القدم.إي يو (الإنجليزية)
- ميرسيا ديفيد على موقع ناشيونال فوتبول تيمز (الإنجليزية)
- ميرسيا ديفيد على موقع Soccerway.com (الإنجليزية)
- ميرسيا ديفيد على موقع عالم كرة القدم.نت (الإنجليزية)